# Uintatèrids
Els uintatèrids (Uintatheriidae) constitueixen una família de mamífers extints que inclou el uintateri. Pertanyen a l'ordre Dinocerata, un dels molts ordres extints de mamífers primitius que són, a vegades, associats dins de Condylarthra.

## Taxonomia
Família Uintatheriidae
- Subfamília Gobiatheriinae
  - Gobiatherium
- Subfamília Uintatheriinae
  - Bathyopsis
  - Eobasileus
  - Tetheopsis
  - Uintatherium